# Nędza (powiat Raciborski)
Nędza is een dorp in de Poolse woiwodschap Silezië. De plaats maakt deel uit van de gemeente Nędza en telt 3385 inwoners.

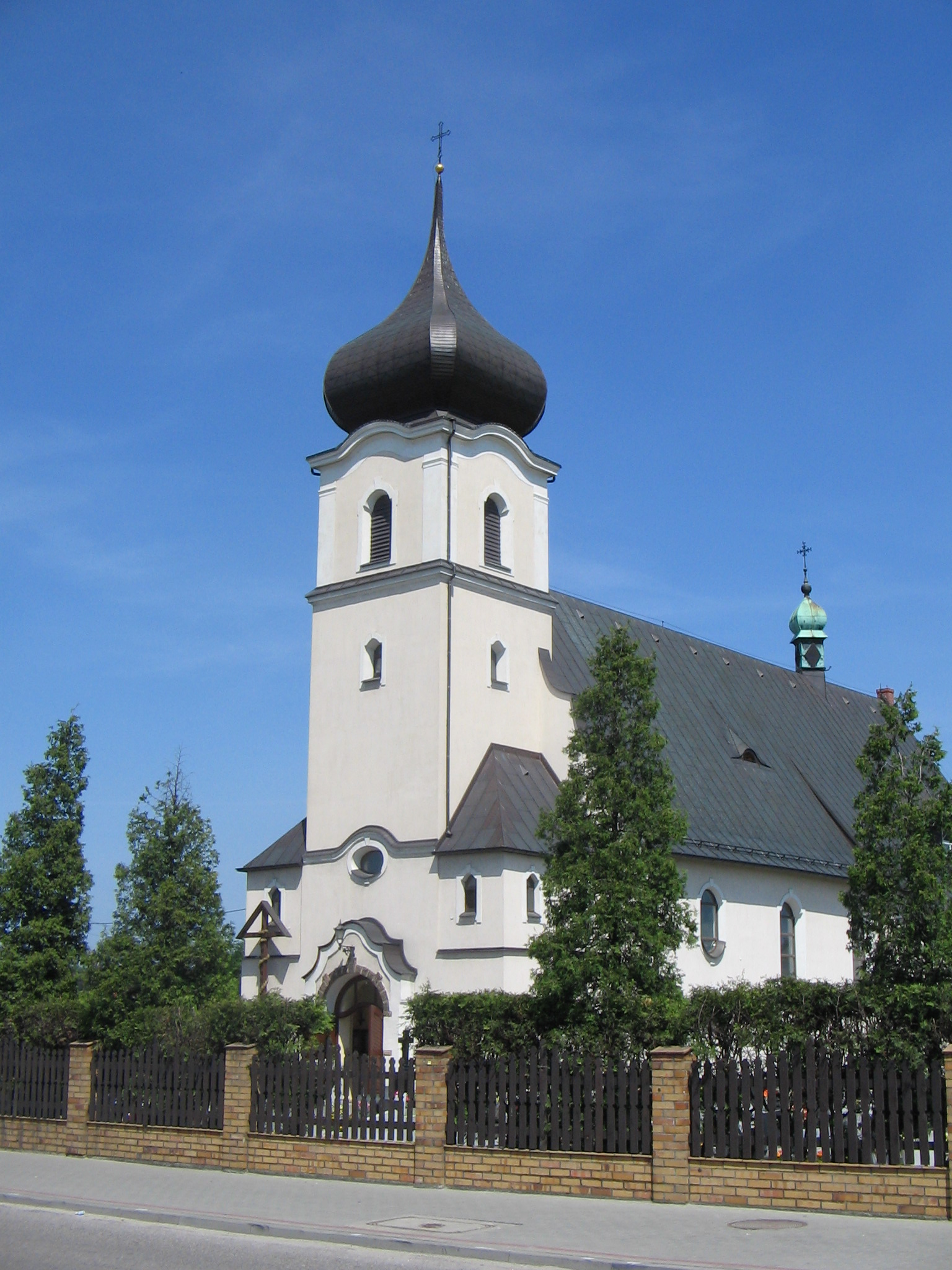
Kerk in Nędza